# Dexiosoma caninum
Dexiosoma caninum är en tvåvingeart som först beskrevs av Fabricius 1781.  Dexiosoma caninum ingår i släktet Dexiosoma, och familjen parasitflugor. Arten är reproducerande i Sverige.

## Bildgalleri

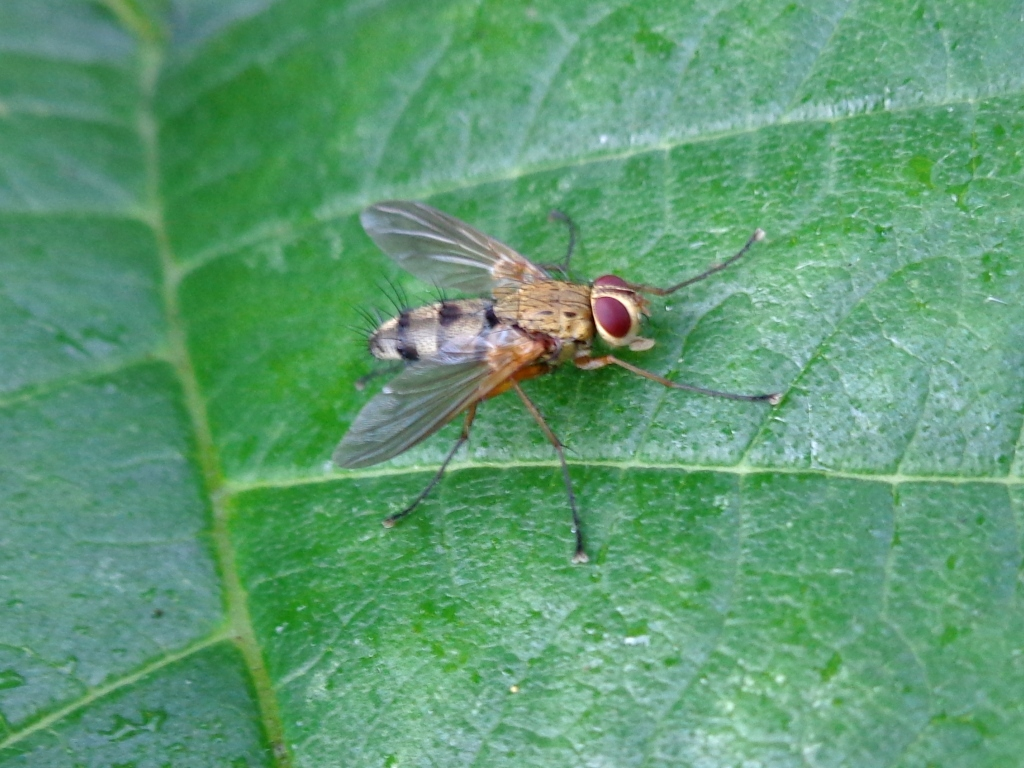